# Astronesthes martensii
Astronesthes martensii és una espècie de peix de la família dels estòmids i de l'ordre dels estomiformes.

## Morfologia
- Els mascles poden assolir 14 cm de longitud total.[3]

## Hàbitat
És un peix marí i d'aigües profundes que viu fins als 2.091 m de fondària.

## Distribució geogràfica
Es troba des del Mar Roig i l'Àfrica oriental fins a Indonèsia.